# Psechrus ancoralis
Espèce
Psechrus ancoralis est une espèce d'araignées aranéomorphes de la famille des Psechridae.

## Distribution
Cette espèce se rencontre au Laos et dans la province de Nan en Thaïlande,.

## Publication originale
- Bayer & Jäger, 2010 : Expected species richness in the genus Psechrus in Laos (Araneae: Psechridae). Revue suisse de Zoologie, vol. 117, no 1, p. 57-75.